# Lijst van rijksmonumenten in Lunteren
De plaats Lunteren telt 34 inschrijvingen in het rijksmonumentenregister.
| Object | Oorspronkelijke functie?  | Bouwjaar                     | Architect             | Locatie                             | Coördinaten?                 | Nr.?   | Afbeelding                                                                     |
| --- | ------------------------- | ---------------------------- | --------------------- | ----------------------------------- | ---------------------------- | ------ | ------------------------------------------------------------------------------ |
| Hofstede De Zaaier                                                                                                 | Boerderij                 | 1911-1912                    | R. van 't Hoff        | Bisschopweg 37                      | 52° 5' 28" NB, 5° 36' 39" OL | 14479  | Meer afbeeldingen                                                              |
| Oude Kerk | Kerk en kerkonderdeel     | 15e eeuw                     |                       | Dorpsstraat 34                      | 52° 5' 2" NB, 5° 37' 18" OL  | 14480  | Meer afbeeldingen                                                              |
| De Hoop | Industrie- en poldermolen | 1855                         |                       | Dorpsstraat 158                     | 52° 5' 24" NB, 5° 37' 10" OL | 14481  | Meer afbeeldingen                                                              |
| Boerderijcomplex "Klein Altena": boerderij, schuur, varkensschuur, schaapskooi, aardappelopslag, silo en kippenhok | Boerderij                 | 1718                         |                       | Meulunterseweg 7                    | 52° 5' 56" NB, 5° 37' 4" OL  | 14482  | Meer afbeeldingen                                                              |
| De Vaarkamp | Boerderij                 | tweede kwart 19e eeuw        |                       | Postweg 64                          | 52° 5' 11" NB, 5° 36' 47" OL | 14483  | Meer afbeeldingen                                                              |
| Centraalspoorstation                                                                                               | Transport                 | 1902                         |                       | Spoorstraat 2                       | 52° 5' 6" NB, 5° 37' 27" OL  | 14484  | Meer afbeeldingen                                                              |
| Schaapskooi onder met rode Hollandse pannen gedekt schilddak                                                       | Boerderij                 | tweede helft 19e eeuw        |                       | Dorpsstraat bij 34                  | 52° 5' 3" NB, 5° 37' 17" OL  | 14485  | Meer afbeeldingen                                                              |
| De Kreyenspraak | Boerderij                 | 19e eeuw                     |                       | Hoge Valkseweg 66                   | 52° 7' 24" NB, 5° 39' 50" OL | 329651 | Meer afbeeldingen                                                              |
| T-boerderij bestaande uit een voor- en achterhuis                                                                  | Boerderij                 | 1933                         |                       | Barneveldseweg 19                   | 52° 5' 52" NB, 5° 36' 36" OL | 523516 | Meer afbeeldingen                                                              |
| Nieuw Altena: schuur                                                                                               | Boerderij                 | 1933                         |                       | Barneveldseweg 19                   | 52° 5' 52" NB, 5° 36' 36" OL | 523517 | Upload foto                                                                    |
| Nieuw Altena: kippenhok                                                                                            | Boerderij                 | 1930-1940                    |                       | Barneveldseweg 19                   | 52° 5' 52" NB, 5° 36' 36" OL | 523518 | Upload foto                                                                    |
| Mens en Samenleving: hoofdgebouw uit Oosterbeek                                                                    | Gezondheidszorg           | 1932                         | J. Grijpma            | Boslaan 68                          | 52° 5' 6" NB, 5° 38' 4" OL   | 523520 | Mens en Samenleving: hoofdgebouw uit Oosterbeek                                |
| Mens en Samenleving: tuinaanleg                                                                                    | Tuin, park en plantsoen   | ca. 1900 1932                | Wim Sluiter           | Boslaan 68                          | 52° 5' 5" NB, 5° 38' 1" OL   | 523521 | Mens en Samenleving: tuinaanleg                                                |
| Mens en Samenleving: fruitkelder                                                                                   | Boerderij                 | 1900                         |                       | Boslaan 68                          | 52° 5' 6" NB, 5° 38' 4" OL   | 523522 | Mens en Samenleving: fruitkelder                                               |
| Mens en Samenleving: lighal "'t Oude Nest"                                                                         | Gezondheidszorg           | 1900 (bouw) 1932 (gewijzigd) |                       | Boslaan 68                          | 52° 5' 6" NB, 5° 38' 4" OL   | 523523 | Upload foto                                                                    |
| Mens en Samenleving: lighal "De Stille Lach"                                                                       | Gezondheidszorg           | 1900 1932 (gewijzigd)        |                       | Boslaan 68                          | 52° 5' 6" NB, 5° 38' 4" OL   | 523524 | Mens en Samenleving: lighal "De Stille Lach"                                   |
| Mens en Samenleving: lighal "Op de Helling"                                                                        | Gezondheidszorg           | 1900 1932 (gewijzigd)        |                       | Boslaan 68                          | 52° 5' 6" NB, 5° 38' 4" OL   | 523525 | Upload foto                                                                    |
| Atelierwoning "'t Zoekeme"                                                                                         | Werk-woonhuis             | 1934                         | J. Limburg            | Boslaan 117                         | 52° 5' 27" NB, 5° 39' 32" OL | 523533 | Atelierwoning "'t Zoekeme"                                                     |
| De Konijn: landhuis                                                                                                | Kasteel, buitenplaats     | 1916                         | D.J. Heusinkveld      | Molenweg 80                         | 52° 5' 26" NB, 5° 38' 7" OL  | 523535 | De Konijn: landhuis                                                            |
| De Konijn: tuinaanleg rondom het landhuis aangelegd in nieuw-architectonische stijl                                | Tuin, park en plantsoen   | 1916                         | D.F. Tersteeg         | Molenweg 80                         | 52° 5' 27" NB, 5° 38' 9" OL  | 523536 | Upload foto                                                                    |
| De Konijn: speelhuisje                                                                                             | Sport en recreatie        | 1916                         | D.J. Heusinkveld      | Molenweg 80                         | 52° 5' 27" NB, 5° 38' 9" OL  | 523537 | Upload foto                                                                    |
| De Konijn: zwembad met badhokje                                                                                    | Sport en recreatie        | 1916                         | D.J. Heusinkveld      | Molenweg 80                         | 52° 5' 27" NB, 5° 38' 9" OL  | 523538 | Upload foto                                                                    |
| Postweg: T-Boerderij                                                                                               | Boerderij                 | 1927                         | J. Groeneveld         | Postweg 115                         | 52° 5' 14" NB, 5° 35' 53" OL | 523540 | Postweg: T-Boerderij                                                           |
| Postweg: schuur | Boerderij                 | ca. 1927                     |                       | Postweg 115                         | 52° 5' 14" NB, 5° 35' 53" OL | 523541 | Upload foto                                                                    |
| Postweg: twee hooibergen, bestaande uit een vijfroedige hooiberg en een twee-roedige hooiberg                      | Boerderij                 | ca. 1920-1929                |                       | Postweg 115                         | 52° 5' 14" NB, 5° 35' 53" OL | 523542 | Upload foto                                                                    |
| Postweg: kippenhok met rechthoekige plattegrond                                                                    | Boerderij                 | 1927-1928                    |                       | Postweg 115                         | 52° 5' 14" NB, 5° 35' 53" OL | 523543 | Upload foto                                                                    |
| Dennenhorst | Boerderij                 | 1907                         | A. Kool               | Boslaan 82                          | 52° 5' 8" NB, 5° 38' 9" OL   | 523582 | Dennenhorst                                                                    |
| D'Eekhorst | Woonhuis                  | 1906                         | W.O.J. Nieuwenkamp    | Dorpsstraat 202                     | 52° 5' 38" NB, 5° 37' 4" OL  | 523583 | D'Eekhorst                                                                     |
| Woonhuis met invloeden vanuit de Amsterdamse School en de Gooise landhuisstijl                                     | Woonhuis                  | 1923/1924                    | J.W. Dinger           | Edeseweg 30                         | 52° 4' 35" NB, 5° 37' 41" OL | 523584 | Woonhuis met invloeden vanuit de Amsterdamse School en de Gooise landhuisstijl |
| Uitkijktoren De Koepel                                                                                             | Bijgebouwen kastelen enz. | 1913                         | W.O.J. Nieuwenkamp    | Boslaan 90                          | 52° 4' 58" NB, 5° 38' 54" OL | 523527 | Meer afbeeldingen                                                              |
| Het Luntersche Buurtbosch: waterpomp                                                                               | Bijgebouwen kastelen enz. | 1913                         |                       | Boslaan bij 90                      | 52° 4' 57" NB, 5° 38' 54" OL | 523528 | Meer afbeeldingen                                                              |
| Het Luntersche Buurtbosch: gedenkboom omsloten door hek met vier banken                                            | Tuin, park en plantsoen   | 1914                         |                       | Boslaan bij 90                      | 52° 4' 59" NB, 5° 38' 56" OL | 523529 | Meer afbeeldingen                                                              |
| Het Luntersche Buurtbosch: bosaanleg                                                                               | Tuin, park en plantsoen   | 1892                         | J.H.Th.W. van den Ham | Boslaan bij 90                      | 52° 4' 60" NB, 5° 38' 56" OL | 523530 | Meer afbeeldingen                                                              |
| Terrein met zeven grafheuvels                                                                                      | Archeologisch monument    | Neolithicum en/of Bronstijd  |                       | Hoolboomsheitje bij Lunterse Bosweg | 52° 4' 37" NB, 5° 38' 51" OL | 530983 | Upload foto                                                                    |
| Muur van Mussert                                                                                                   | Vergadering en vereniging | 1938                         | Mart Jansen           | Hessenweg 85                        | 52° 5' 45" NB, 5° 38' 43" OL | 532514 | Meer afbeeldingen                                                              |